# Villasandino
Villasandino es una localidad y un municipio situado en la comarca burgalesa de Odra-Pisuerga, en Castilla la Vieja, en la comunidad autónoma de Castilla y León (España), partido judicial de Burgos.

## Geografía
Es una localidad situada en la provincia de Burgos, a 38 kilómetros de la capital de la provincia en dirección oeste, abarca una extensión de 43,71 km² y cuenta con una población de 189 habitantes (INE 2018).
Pertenece a la unidad paisajística Páramos y campiñas, en la comarca de Odra-Pisuerga.
Villasandino es una importante villa medieval, a orillas del Río Odra y al borde de la antigua calzada romana Vía Aquitania, que unía Astorga con Burdeos, sobre la que se construyó la carretera Nacional  N-120  (que une Logroño con Vigo). Actualmente se puede llegar también a la localidad a través de la autovía  A-231  (Burgos-León).

### Comunicaciones
- Carretera: Autovía  A-231 , conocida como Autovía del Camino de Santiago, con salida en el punto kilométrico  132.

## Demografía
Villasandino cuenta con una población de 178 habitantes (INE 2024).
| Gráfica de evolución demográfica de Villasandino entre 1842 y 2021                                                    |
| |
| Población de derecho según los censos de población del INE. Población de hecho según los censos de población del INE. |

| 1986 |  | 1991 |  | 1996 |  | 2002 |  | 2007 |  | 2012 |  | 2018 |
| ---- |  | ---- |  | ---- |  | ---- |  | ---- |  | ---- |  | ---- |
| 367  |  | 316  |  | 275  |  | 253  |  | 231  |  | 213  |  | 189  |

## Historia
Villasandino fue fundada a finales del siglo IX como señorío de behetría por el repoblador Dorotti Sendino. A lo largo de la Edad Media fue aumentando su importancia, siendo etapa de uno de los ramales del Camino de Santiago que discurría por la antigua calzada romana Vía Aquitania, actualmente recuperada como Camino a Santiago Vía Aquitania.
Fue cuna del poeta Alfonso Álvarez de Villasandino, cuyos versos se conservan en el Cancionero de Baena. 
Villa que formaba parte, en su categoría de pueblos solos, del Partido de Castrojeriz, uno de los catorce que formaban la Intendencia de Burgos, durante el periodo comprendido entre 1785 y 1833. En el Censo de Floridablanca de 1787 consta como jurisdicción de señorío, siendo su titular el Duque del Infantado, en aquella época Pedro Alcántara de Toledo y Silva (1729-1790), duodécimo Duque y heredero también de los títulos de Tábara, Lerma y Pastrana, quien nombraba alcalde ordinario.

## Cultura
El 7 de diciembre se celebran las fiestas en honor del patrón de la Villa, San Ambrosio.
El 20 de enero se celebra la fiesta de San Sebastián (santo mártir), organizada por la Cofradía del más Noble Milanés, Capitán y Mártir san Sebastián.
El 16 de julio se celebran las fiestas en honor de Nuestra Señora del Carmen.
El 16 de agosto se suelen celebrar las fiestas del barrio de San Roque.

## Monumentos y lugares de interés

### Parroquia
Iglesia de La Asunción de Nuestra Señora.
El retablo del altar mayor está dedicado a la asunción de la santísima Virgen. Es barroco, del siglo XVII. Sus autores fueron Diego Alonso de Suano, Lucas de la Concha, Martín del Hoyo (talla de la Asunción) y Ventura Fernández, en sus distintos aspectos. Tiene una altura de unos 20 m., con doce columnas salomónicas. Incluye a San Ambrosio, segundo patrono de Villasandino.

### Lagunas de Villasandino
Muy cerca del pueblo se encuentran las lagunas de Villasandino, un refugio para numerosas especies de aves acuáticas y anfibios. Estas lagunas comenzaron a formarse a partir de la extracción de áridos para la construcción de la vecina autovía A-231 en el año 2002. En 2010 comenzaron obras para la renaturalización del entorno que permitiera tanto el crecimiento de la vegetación como el aumento del área de encharcamiento que sirviera también para controlar las posibles crecidas del río Odra.